# Tyr (album)
Tyr je patnácté studiové album britské skupiny Black Sabbath, produkované Tonym Iommim a Cozy Powellem, které vyšlo v srpnu 1990 přes vydavatelství I.R.S. Records.
Jedná se o třetí desku na kterém zpívá Tony Martin a druhé na kterém hraje Cozy Powell.
Album se přikloňuje k severské mytologii, což naznačuje i název Tyr; ten byl synem hlavního boha severské mytologie – Ódina. Runy na obale jsou ze švédského kostela Rök v provincii Östergötland. Toto album představuje možná nejdramatičtější odklon od tradičního zvuku Black Sabbath, jen s jeho stopami v občasných riffech. Produkce byla kritizována některými a chváleny jinými, kteří poznamenávají, že jde o jedno z nejtěžších alb Sabbath.
Kapela uvedla, že ačkoli píseň 'Feels Good to Me' nepopírá ani nelituje, že byla na albu umístěna pouze za účelem vydání jako singl a hudebně se ke zbytku nahrávky nehodí.
Původní název alba byl Satanic Verses, ale místo toho byl vybrán Tyr, aby ho oddělil od temných témat předchozího alba. 
Na turné k albu na koncertě v Hammersmith Apollo se mezi hosty objevili například: Geezer Butler, Brian May a Ian Gillan.

## Seznam skladeb
Texty napsal Tony Martin, hudbu složili Black Sabbath.
| Pořadí | Název                              | Délka |
| ------ | ---------------------------------- | ----- |
| 1.     | Anno Mundi (The Vision)            | 6:12  |
| 2.     | The Law Maker                      | 3:47  |
| 3.     | Jerusalem                          | 3:53  |
| 4.     | The Sabbath Stones                 | 6:35  |
| 5.     | The Battle of Tyr (instrumentální) | 1:08  |
| 6.     | Odin's Court                       | 2:21  |
| 7.     | Valhalla                           | 4:53  |
| 8.     | Feels Good to Me                   | 5:36  |
| 9.     | Heaven in Black                    | 3:57  |

## Sestava
- Tony Martin – zpěv
- Tony Iommi – kytara
- Geoff Nicholls – klávesy
- Neil Murray – baskytara
- Cozy Powell – bicí